# Les Tourrettes
Les Tourrettes är en kommun i departementet Drôme i regionen Auvergne-Rhône-Alpes i sydöstra Frankrike. Kommunen ligger i kantonen Marsanne som tillhör arrondissementet Nyons. År 2022 hade Les Tourrettes 1 084 invånare.

## Befolkningsutveckling
Antalet invånare i kommunen Les Tourrettes
Referens:INSEE